# Цукерман, Пинхас
Пинхас Цукерман (ивр. פנחס צוקרמן‎, англ. Pinchas Zukerman, род. 16 июля 1948, Тель-Авив) — израильский скрипач, альтист и дирижёр.

## Биография
Родился в Тель-Авиве. Отец — Йегуда Цукерман, мать — Мирьям Цукерман. Уехал в США, где в Нью-Йорке учился в Джульярдской школе у Ивана Галамяна. Дебютировал в 1963 году. В 1967 году победил на международном конкурсе Левентритта (разделил первую премию с южнокорейской скрипачкой Чон Кён Хва). В 1980—1987 гг. был дирижёром Камерного оркестра города Сент-Пол (англ. Saint Paul Chamber Orchestra) в штате Миннесота. В 1999—2015 — музыкальный руководитель Оркестра Национального центра искусств в Оттаве (Канада).

## Личное
В 1968—1985 гг. был женат на флейтистке Евгении Цукерман, от этого брака имеет двух дочерей — оперную певицу Арианну Цукерман (род. 1972; англ. Arianna Zukerman) и Наталию (род. 1975; англ. Natalia Zukerman), певицу, работающую в стилях блюз и фолк.
В 1985—1998 гг. был женат на американской актрисе Тьюсдей Уэлд.
В третьем браке женат на виолончелистке Аманде Форсайт (англ. Amanda Forsyth), дочери канадского композитора Малькольма Форсайта.
Близкие друзья — Даниэль Баренбойм и Ицхак Перлман.

## Премии
- Национальная медаль США в области искусств (1983, США).
- 2 премии Грэмми (1980, 1981).